# Nationes

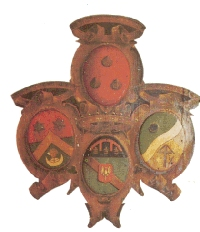
Wappen von Nationes in Bologna

Die Nationes (Mehrzahl zu lateinisch natio) waren territorial gegliederte Korporationen von Studenten und Dozenten, die sich an frühen europäischen Universitäten bildeten und aus denen sich im deutschen Sprachraum das studentische Verbindungswesen des 19. Jahrhunderts entwickelte. Auf dem Konzil von Konstanz (1414–1418) waren die Nationes ebenfalls eine Kategorie der geografischen Klassifikation und ein Organisationsmuster (→ Konzilsnation).
Die Hauptfunktion der zunächst als Schutzbünde von Professoren und Scholaren vor allem im Ausland gegründeten Nationen der akademischen Korporation war im Grunde zweigeteilt. Eine Nation war zum einen eine Rechts- und Sozialgemeinschaft, welche die Interessen und Privilegien ihrer Mitglieder zu wahren suchte und ihnen einen Lebensunterhalt zu ermöglichte; zum anderen übernahm sie Aufgaben organisatorischer Art (Immatrikulation), der Mitgestaltung in Leitungsgremien sowie administrativen Arbeiten.

## Allgemeines

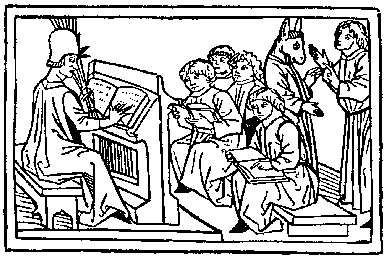
Magister mit Scholaren

Nationes gab es an den frühen hohen Schulen in Ravenna, Bologna, Salerno und Padua, aber auch in Paris, Oxford und Cambridge waren sie etwas später üblich. Sie hatten in der Regel keinen bruderschaftlichen Charakter; aber jeder der Scholaren musste Mitglied sein und Beiträge entrichten.
Schindelmeiser schreibt: „Die Nationalkollegien werden in der geschichtlichen Darstellung des deutschen Verbindungsstudententums unter den Oberbegriff ‚Landsmannschaften‘ gebracht. Sie lassen sich an den protestantischen Universitäten seit der Reformation feststellen und werden bis zum Ende des 18. Jahrhunderts als die »alten Landsmannschaften« bezeichnet. Urkundliche Unterlagen liegen im Allgemeinen erst aus der Zeit nach 1600 vor.“ Im „Buch“ der Westfalia zu Rostock (1623) sind zum Beispiel Bestimmungen über die Aufnahme, die Wahl des Seniors und die Kassenverwaltung enthalten. Die Abstimmung der jüngeren Mitglieder ist für die älteren nicht verbindlich. Die Neulinge haben bei den Nationalgelagen den älteren aufzuwarten. Sie dürfen nicht Mäntel, Degen und Schleifen zum Luxus tragen. In der Satzung der dortigen Brandenburger (1633) wird den neu ankommenden Landsleuten empfohlen, sich ohne Verzug den älteren anzuschließen, damit „sie nicht die Beute Fremder werden«. Sie sollen sofort ihre Namen bei der Nation angeben, um »des Schutzes und des Rates der Landsmannschaft teilhaftig zu werden“. Als Zweck der Verbindungen wird angegeben: „gegenseitige Freundschaft nach innen, festes Zusammenhalten nach außen und treue Pflege heimischer Sitte“. An anderer Stelle heißt es: „Alle sollen die Tugenden, die einem Studenten, besonders aber einem Landsmann zukommen, üben: Ehrbarkeit, Bescheidenheit, Ruhe.“

## Unterscheidung
Es werden die Nationes nördlichen Typs von denen südlichen Typs unterschieden. Während die nördlichen Nationes von Magistern autoritär geleitet wurden und aus ihnen ab dem 12. Jahrhundert weitere Korporationstypen entstanden, sollten die etwas älteren Nationes südlichen Typs noch Jahrhunderte bestehen bleiben. So entstanden im Norden, an der Pariser Universität „Sorbonne“, die „Bursen“ sowie an den Universitäten in Oxford, Cambridge und wohl auch an der Sorbonne, die Kollegien, auch Collèges genannt, welche die Nationen später ablösten.
Die Mitglieder der Universität schlossen sich der Nation an, die ihrer Herkunft am ehesten entsprach. Studenten und Professoren sprachen lateinisch.

### Südlicher Typ: Modus Bononiensis

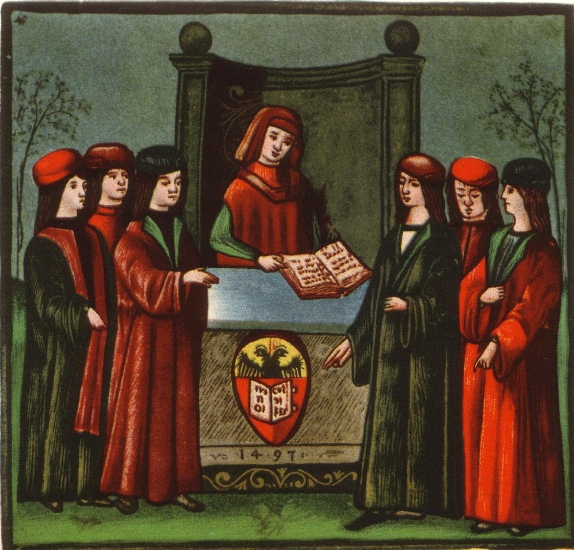
Aufnahme eines Studenten in die Natio Germanica Bononiae, die deutsche Nation an der Universität Bologna, ca. 15. Jahrhundert. Nicolaus Kopperlingk de Thorn wurde 1496 darin aufgenommen.

Die südlichen Nationes kamen erstmals mit der Gründung der Universität Bologna (vermutlich 1088) auf. Sie wurde schon früh universitas magistrorum et scholarium genannt und die Studenten erhielten das Recht, bei der Rektorenwahl mitzubestimmen und konnten so Professoren und den Universitätsapparat stark beeinflussen im Gegensatz zu den nördlichen Nationes.
Man gliederte die Gesamtheit (universitas) der Professoren und Studenten einer Hochschule in siebzehn Nationes ein. Hier wurden die Nationes wiederum in den ‚Diesseitigen‘ (citramontanorum), das waren die drei Nationes Italiener, und die ‚Jenseitigen‘ (ultramontanorum), vierzehn Nationen aus den übrigen Regionen, unterschieden. Hier gab es beispielsweise eine „deutsche“ Nation, die bis ins 17. und 18. Jahrhundert hinein eine bedeutende Rolle spielte.

### Nördlicher Typ: Vier-Nationen-Modell
Das Vier-Nationen-Modell der Alma Mater in Paris hatte eine territoriale Einordnung der Landsmannschaften nach den vier Himmelsrichtungen eingeteilt und wies schon das Fakultätsprinzip auf. So gab es an der Universität Paris die englische Nation für die Nord- und Osteuropäer, dazu die normannische, die pikardische und die gallische Nation. So wurden die Scholaren aus deutschsprachigen Regionen zusammen mit „Engländern“ und Nordeuropäern zur „natio anglicana“ zusammengefasst.
Seit dem mittleren 13. Jahrhundert setzte sich dieses Modell europaweit durch.

## Gründung deutscher Universitäten
Mit der ersten Gründung auf deutschem Reichsgebiet 1348 in Prag erhielten auch im Heiligen Römischen Reich die Nationes Einzug. An der Karls-Universität in Prag gab es am Ende des Mittelalters eine regionale Einteilung in eine böhmische (zu der tschechisch- und deutschsprachige Scholaren zählten), eine bayerische, eine sächsische sowie eine polnische Nation.
Auch hatten Nationes eigene Schutzpatrone: Kaiser Karl V. gestattete beispielsweise den beiden Vorstehern der deutschen Nationes das Recht, Notare zu ernennen, Waffen zu tragen und uneheliche Kinder zu legitimieren.
In Leipzig (Universität Leipzig, gegründet 1409) gab es die meißnische, sächsische, bayerische und polnische Nation. Eine Sonderstellung nahmen zunächst die Sorben ein: Diese Studenten wurden in der Matrikel des ersten Semesters keiner Nation zugeordnet, da Unklarheit über ihre Zugehörigkeit herrschte. Auch wenn die Sorben in der Matrikel zum folgenden Sommersemester 1410 ausdrücklich der meißnischen Nation zugewiesen wurden, blieben sie bis zum Sommersemester 1414 separat als „de Lusacia“ (aus der Lausitz) aufgelistet.
In Wien (Universität Wien, gegründet 1365) gab es die österreichische, rheinische, ungarische und die sächsische Nation, in Königsberg (Universität Königsberg, gegründet 1544) im Jahr 1670 die Pommern, Schlesier, Preußen und die Westfalen.

Abzeichen der Landsmannschaften an der Universität Leipzig
Sachsen
Meißner
Polen
Bayern

## Aufnahmerituale
Ein Neuling musste einen Eid absolvieren, der ihn fest an die Nation band. Der Aufnahmeritus (Deposition (Universität)) wurde zuerst als inoffizieller Akt von Paris übernommen. Der Neuling (Bejan, Fuchs, Voss) musste sein „tölpelhaftes Verhalten“ ablegen, „abstoßen“, um ein echter Student zu werden. Qualvolle körperliche und seelische Behandlungen musste der „Fuchs“ über sich ergehen lassen, zusätzlich musste er ein Depositionsgeld und einen Depositionsschmaus „blechen“. Die Nationen zeigten die ersten Ansätze einer Selbstverwaltung und entwickelten eine eigene Tracht. Später wurde die Deposition (Universität) ein offizieller Aufnahmeakt.
Teilweise war es den Scholaren verboten in ihrer Heimatsprache zu sprechen.

## Auflösung
Je konsistenter sich das Fakultätssystem mit ihren vier Richtungen, Artes, Jurisprudenz, Medizin und Theologie durchsetzte, desto obsoleter wurde die gestalterische Mitwirkung der Nationes.
- Der Verstaatlichungsprozess der frühen Neuzeit, in denen die autonomen Universitäten unter etatistische Kuratel gerieten, führte zu einer „Professionalisierung“ des akademischen Personals und zu einer Reduzierung der Mitbestimmung.
- Im Deutschen Reich gab es im 18. Jahrhundert an die 45 Universitäten,[6] was zu einer Regionalisierung der Hochschulen und zum Rückgang von peregrinatio academica und Internationalität führte.[7]
- Bis zur Mitte des 17. Jahrhunderts sank die Zahl der Studenten auf etwa 5000 ab. Dies hängt neben der gestiegenen Anzahl von Universitäten mit den dauerhaften Kriegen dieser Zeit zusammen.
- Die konfessionelle Bindung der jeweiligen Territorien und ihrer Universitäten. Im reformatorischen Prozess wurden Bursen und Kollegien aufgelöst und es verlor sich auch die Bedeutung der Nationen im Zusammenschluss konfessionsgleicher Studenten.

An der Leipziger Universität gab es die Nationen noch bis 1830 als Formalität. So musste sich Johann Wolfgang von Goethe noch in die bayerische Nation einschreiben.

## Heutige Umfassung: Studentnation
Noch heute lebt an Universitäten in Schweden (besonders in Lund und Uppsala), Finnland und Estland die Organisationsform der Nationes mit ähnlichen Aufgaben weiter.